# Tiguidar
Tiguidar (en árabe: تيكيدار‎, en lenguas bereberes: ⵜⵉⴳⵉⴷⴰⵔ, en francés: Tiguidar) es una localidad marroquí perteneciente al municipio de Tangarfa, en la región Guelmim-Río Noun. Desde 1934 hasta 1969 perteneció al territorio español de Ifni.